# Lindelofia macrostyla
Lindelofia macrostyla là loài thực vật có hoa trong họ Mồ hôi. Loài này được (Bunge) Popov mô tả khoa học đầu tiên năm 1953.